# The Fable of the Bachelor and the Back-Pedal
The Fable of the Bachelor and the Back-Pedal è un cortometraggio muto del 1915. Il nome del regista non viene riportato.
La sceneggiatura è firmata dallo scrittore George Ade.

## Produzione
Il film fu prodotto dalla Essanay Film Manufacturing Company.

## Distribuzione
Distribuito dalla General Film Company, il film - un cortometraggio a una bobina - uscì nelle sale cinematografiche USA il 24 febbraio 1915.